# Henry Ernest Atkins
Henry Ernest Atkins (Leicester, 20 agosto 1872 – Huddersfield, 31 gennaio 1955) è stato uno scacchista britannico.
Ha avuto per molto tempo il record di vittorie nel campionato britannico: ottenne infatti 9 vittorie (su 11 partecipazioni) dal 1905 al 1925 (attualmente il record è di Jonathan Penrose, con 10 vittorie). Atkins non si dedicò mai interamente agli scacchi, svolgendo la professione di direttore scolastico. Nel 1950 la FIDE gli riconobbe il titolo di Maestro Internazionale.
Dopo aver studiato all'Università di Cambridge, insegnò matematica prima a Northampton dal 1898 al 1902 e poi a Wyggeston fino al 1909. In seguito divenne direttore del Huddersfield New College, carica che mantenne fino al 1936.
Atkins è considerato tra i maggiore talenti degli scacchi britannici. Era un grande ammiratore di Wilhelm Steinitz, del quale studiò a fondo le partite. Modellò il suo stile di gioco così aderentemente a quello di Steinitz da essere definito in 
Germania der kleine Steinitz (il piccolo Steinitz).
Il suo miglior risultato in campo internazionale è considerato il terzo posto nel forte torneo di Hannover nel 1902, dietro a David Janowski e Harry Nelson Pillsbury. 
Altri risultati di rilievo:
- 1895:   2º dietro Géza Maróczy nel torneo secondario di Hastings 1895
- 1896:   1º a Bristol con 8,5 /9
- 1897:   1º nel campionato britannico per dilettanti di Southampton, con 8,5 /10
- 1899:   2º a Craigside, dietro ad Amos Burn
- 1889:   1º con 15 /15 nel torneo di Amsterdam, con quattro punti di vantaggio sul 2º classificato Adolf Olland
- 1899:   2º a Birmingham dietro ad Amos Burn
- 1900:   1º a Bath con 12,5 /14

Nel 1922, dopo un lunghissimo periodo di assenza dalle competizioni, partecipò al grande torneo di Londra; si classificò solo 10º su 16 partecipanti, ma vinse le partite contro Akiba Rubinstein e Savielly Tartakower. Il torneo fu vinto da Capablanca davanti ad Alechin e Vidmar.
Fece parte della squadra inglese alle olimpiadi di Londra 1927 e Varsavia 1935, realizzando complessivamente + 6 = 14 – 5. Vinse il bronzo di squadra alle olimpiadi di Londra.